# Campionati mondiali di slittino 1970
I Campionati mondiali di slittino 1970, quattordicesima edizione della manifestazione organizzata dalla Federazione Internazionale Slittino, si tennero il 31 gennaio ed il 1º febbraio 1970 a Schönau am Königssee, in Germania Ovest, sulla pista di Königssee, la stessa sulla quale si svolsero le competizioni iridate l'anno precedente, e furono disputate gare in tre differenti specialità: nel singolo uomini ed in quello donne e nel doppio.
Vincitrice del medagliere fu la squadra tedesca occidentale che conquistò tre medaglie, tra le quali il titolo nel singolo uomini con Josef Fendt, la nazionale austriaca ottenne l'oro nel doppio grazie a Manfred Schmid ed Ewald Walch che bissarono il titolo ottenuto l'anno precedente; per Walch questo fu il suo terzo trionfo mondiale dopo quello conseguito anche a Garmisch-Partenkirchen 1960. La terza medaglia d'oro della competizione fu vinta dalla rappresentante polacca Barbara Piecha nella prova individuale femminile.

## Risultati

### Singolo uomini
La gara fu disputata su quattro manches nell'arco di due giorni e presero parte alla competizione 80 atleti in rappresentanza di 16 differenti nazioni; campione uscente era l'austriaco Josef Feistmantl, che concluse la prova al secondo posto, ed il titolo fu conquistato dal tedesco occidentale Josef Fendt mentre terzo giunse il tedesco orientale Wolfgang Scheidel, già bronzo ai mondiali dell'anno precedente e vincitore dell'oro nel doppio in quelli del 1965.
| Pos. | Atleti              | Nazione        | Tempo   | Distacco |
| ---- | ------------------- | -------------- | ------- | -------- |
|      | Josef Fendt         | Germania Ovest | 3'01"60 |          |
|      | Josef Feistmantl    | Austria        | 3'02"05 | +0"45    |
|      | Wolfgang Scheidel   | Germania Est   | 3'03"70 | +2"10    |
| 4    | Leonhard Nagenrauft | Germania Ovest | N.D.    | N.D.     |
| 5    | Hans Wimmer         | Germania Ovest | N.D.    | N.D.     |
| 6    | Hans Brandner       | Germania Ovest | N.D.    | N.D.     |
| 7    | Manfred Schmid      | Austria        | N.D.    | N.D.     |
| 8    | Albert Bienert      | Germania Est   | 3'04"81 | +3"21    |
| 9    | Horst Hörnlein      | Germania Est   | 3'04"84 | +3"24    |
| 10   | Harald Ehrig        | Germania Est   | 3'04"91 | +3"31    |

### Singolo donne
La gara fu disputata su quattro manches nell'arco di due giorni e presero parte alla competizione 27 atlete in rappresentanza di 10 differenti nazioni; campionessa uscente era la tedesca orientale Petra Tierlich, nel frattempo ritiratasi dalle competizioni, ed il titolo fu conquistato dalla polacca Barbara Piecha davanti alle tedesche dell'Ovest Christina Schmuck, già vincitrice della medaglia d'argento ai Giochi di Grenoble 1968 e di quella di bronzo agli scorsi mondiali, e di Elisabeth Demleitner. In questa gara per la prima volta un atleta non europeo giunse nelle prime dieci posizioni ai mondiali: fu la statunitense Kathleen Ann Roberts che si classificò ottava.
| Pos. | Atleti               | Nazione        | Tempo   | Distacco |
| ---- | -------------------- | -------------- | ------- | -------- |
|      | Barbara Piecha       | Polonia        | 2'54"90 |          |
|      | Christina Schmuck    | Germania Ovest | 2'55"65 | +0"75    |
|      | Elisabeth Demleitner | Germania Ovest | 2'55"66 | +0"76    |
| 4    | Anna-Maria Müller    | Germania Est   | 2'55"83 | +0"93    |
| 5    | Angela Knösel        | Germania Est   | 2'56"31 | +1"41    |
| 6    | Erika Lechner        | Italia         | N.D.    | N.D.     |
| 7    | Angelika Greguletz   | Germania Ovest | N.D.    | N.D.     |
| 8    | Kathleen Ann Roberts | Stati Uniti    | N.D.    | N.D.     |
| 9    | Gisela Kißner        | Germania Est   | 2'57"01 | +2"11    |
| 10   | Wiesława Martyka     | Polonia        | N.D.    | N.D.     |

### Doppio
La gara fu disputata su due manches nell'arco di un solo giorno e presero parte alla competizione 48 atleti in rappresentanza di 9 differenti nazioni; campioni uscenti erano gli austriaci Manfred Schmid ed Ewald Walch, che riuscirono a bissare il titolo ottenuto nell'edizione precedente davanti alle coppie tedesche orientali composte da Klaus-Michael Bonsack e Michael Köhler, che ottennero il bronzo negli scorsi mondiali, e da Reinhard Bredow ed Horst Hörnlein, che in quella stessa edizione giunsero secondi.
| Pos. | Atleti                               | Nazione        | Tempo   | Distacco |
| ---- | ------------------------------------ | -------------- | ------- | -------- |
|      | Manfred Schmid Ewald Walch           | Austria        | 1'25"29 |          |
|      | Klaus-Michael Bonsack Michael Köhler | Germania Est   | 1'25"55 | +0"26    |
|      | Horst Hörnlein Reinhard Bredow       | Germania Est   | 1'25"82 | +0"53    |
| 4    | Rudolf Schmid Franz Schachner        | Austria        | N.D.    | N.D.     |
| 5    | Hans Brandner Balthasar Schwarm      | Germania Ovest | N.D.    | N.D.     |
| 6    | Leonhard Nagenrauft Hans Wimmer      | Germania Ovest | N.D.    | N.D.     |
| 7    | Paul Hildgartner Walter Plaikner     | Italia         | N.D.    | N.D.     |
| 8    | Karl Brunner Siegfried Graber        | Italia         | N.D.    | N.D.     |
| 9    | Martin Köck Albert Ertelt            | Germania Ovest | N.D.    | N.D.     |
| 10   | Rolf Fuchs Erich Enders              | Germania Est   | N.D.    | N.D.     |

## Medagliere
| Posizione | Nazione        | Oro | Argento | Bronzo | Totale |
| --------- | -------------- | --- | ------- | ------ | ------ |
| 1         | Germania Ovest | 1   | 1       | 1      | 3      |
| 2         | Austria        | 1   | 1       | 0      | 2      |
| 3         | Polonia        | 1   | 0       | 0      | 1      |
| 4         | Germania Est   | 0   | 1       | 2      | 3      |
| Totale    | Totale         | 3   | 3       | 3      | 9      |